# The 2 Live Crew Is What We Are
The 2 Live Crew Is What We Are è l'album di debutto del gruppo musicale statunitense 2 Live Crew, pubblicato il 25 luglio 1986.
L'album debuttò alla posizione #24 della Billboard R&B e al #128 della Billboard 200, vincendo il disco d'oro.
Il disco contiene 3 hit, ovvero: We Want Some Pussy, Throw the 'D' e Cuttin' It Up.

## Tracce
1. 2 Live is What We Are... – 4:25
2. We Want Some Pussy – 2:48
3. Check It Out, Y'all (Freestyle) – 5:04
4. Get It, Girl – 3:53
5. Throw the 'D' – 3:09
6. Cuttin' It Up – 3:49
7. Beat Box (remix) – 4:33
8. Mr. Mixx on the Mix!! – 5:15